# محمد الراجحي
محمد عبيد فلاح عبيد الراجحي (5 أغسطس 1982 -)؛ سياسي كويتي، نائب سابق في مجلس الأمة الكويتي، ووزير دولة لشؤون مجلس الأمة الكويتي ووزير دولة لشؤون الشباب السابق منذ 28 ديسمبر 2021 حتى 1 أغسطس 2022.

## سيرته
محمد الراجحي حاصل على بكالوريوس علوم شرطية، وشغل بعد تخرجه من أكاديمية سعد العبد الله للعلوم الأمنية الكثير من المناصب القيادية بوزارة الداخلية ومنها: مُحاضرًا في الأكاديمية، ثم عين آمر لسرايا تدريب الطلبة الكويتيين وأبناء الكويتيات، ثم تولى رئاسة قسم التسجيل والقبول لضباط الصف والأفراد وأبناء الكويتيات، وبعدها رُقي إلى مُساعد مدير إدارة التسجيل والقبول بقطاع التعليم والتدريب، وبعد استقالته شارك في انتخابات مجلس الأمة الكويتي عام 2020 وحصل على المركز الرابع في الدائرة الرابعة برصيد 5,198 صوت وفاز بالانتخابات.